# 袖井孝子
袖井 孝子（そでい たかこ、1938年 - ）は、日本の社会学者。お茶の水女子大学名誉教授。シニア社会学会会長、NPO法人高齢社会をよくする女性の会副理事長。

## 経歴
愛知県名古屋市出身。愛知県立旭丘高等学校、国際基督教大学卒業。同大大学院修士課程修了。東京都立大学大学院博士課程修了。大学院修了後、淑徳短期大学専任講師、東京都老人総合研究所の主任研究員を務める。1975年よりお茶の水女子大学家政学部助教授、1990年より同学部教授、1992年から同大学生活科学部教授を務め、同大名誉教授。
男女共同参画会議議員、厚生労働省「女性と年金検討会」座長等を務め、専門である家族社会学・女性学・老年学の立場から実際の社会福祉政策に対し多くの提言を行っている。
夫は国際政治学者の袖井林二郎。

## 著書
- 『これでわかる介護保険制度Q&A』（ミネルヴァ書房 2005年）
- 『あなたの年金いくらもらえる？どう変わる？』（大和出版 2004年）
- 『少子化社会の家族と福祉 女性と高齢者の視点から』（ミネルヴァ書房 2004年）
- 『変わる家族変わらない絆 ともに支えあう少子化社会を目指して』（ミネルヴァ書房 2003年）
- 『日本の住まい変わる家族 居住福祉から居住文化へ』（ミネルヴァ書房 2002年）
- 『いま家族に何がおこっているのか』（共著 ミネルヴァ書房 1996年）
- 『共働き家族』（家政教育社 1993年）
- 『改訂版 定年からの人生 日本とアメリカ』（朝日新聞社 1992年）
- 『現代女性の地位』（矢野真和共編著 勁草書房 1987年）
- 『家族・第三の転換期』（亜紀書房 1985年）
- 『家族にとって定年とは』（日本経済新聞社 1979年）
- 『社会学入門』（秋元律郎・石川晃弘・羽田新共著 有斐閣 1978年初版・1990年新版）
- 『不平等社会』（高文堂出版社 1977年）